# Pierce Mason Butler

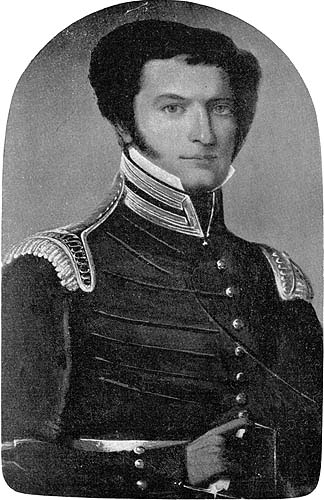
Pierce Mason Butler

Pierce Mason Butler (* 11. April 1798 in Mount Willing, South Carolina; † 22. Dezember 1846 in Mexiko) war ein US-amerikanischer Politiker und von 1836 bis 1838 Gouverneur von South Carolina.

## Frühe Jahre
Der junge Pierce Butler besuchte die Moses Waddel’s Academy in Abbeville in South Carolina. Danach entschied er sich zunächst für eine militärische Karriere. Zwischen 1818 und 1829 war er Offizier der US-Armee und brachte es dort bis zum Hauptmann (Captain).

## Aufstieg in South Carolina
Im Jahr 1829 quittierte er den Militärdienst und stieg in das Bankgewerbe ein. Schon bald war er Präsident der State Bank of South Carolina. Butler war nie im Abgeordnetenhaus oder im Senat seines Landes, noch im US-Kongress. Er war allerdings Delegierter auf einem Kongress der 1832 in South Carolina über das weitere Vorgehen in der Nullifikationskrise beriet. Dort stimmte er für die Annullierung der Bundesgesetze. Im Jahr 1833 wurde er Kurator des South Carolina Colleges, die heutige University of South Carolina. In dem kurz darauf ausgebrochenen Seminolenkrieg war er wieder militärisch aktiv. Als Oberstleutnant (Lieutenant Colonel) kommandierte er eine Einheit der National Garde. Im Jahr 1836 kehrte er wieder nach Columbia zurück.

## Gouverneur von South Carolina
Im Jahr 1836 wurde Butler vom Abgeordnetenhaus zum neuen Gouverneur seines Staates gewählt. Seine Amtszeit begann im Dezember dieses Jahres und endete zwei Jahre später am 10. Dezember 1838. Als Gouverneur war er um eine Beruhigung der innenpolitischen Situation nach der Nullifikationskrise bemüht. Außerdem kümmerte er sich um das vernachlässigte Schulsystem des Landes und setzte eine Kommission ein, die auf diesem Gebiet Verbesserungsvorschläge machen sollte. Darüber hinaus bemühte er sich auch um die Verbesserung der Infrastruktur. Namentlich sollte eine Eisenbahn von South Carolina bis in das Ohio Tal gebaut werden. Dieses Projekt fiel dann aber zunächst der 1837 ausgebrochenen Wirtschaftskrise zum Opfer. Die Krise erfasste auch das Banken und Wirtschaftssystem des Landes und löste die so genannte Panik von 1837 aus.

## Weitere Laufbahn
Nach dem Ende seiner Amtszeit wurde Butler zum Indianeragenten ernannt. Diesen Posten behielt er bis 1846. In diesem Jahr trat er aus gesundheitlichen Gründen von seinem Posten zurück. Er ließ es sich aber nicht nehmen, beim Ausbruch des Amerikanisch-Mexikanischen Krieges noch einmal ein Kommando zu übernehmen. Er wurde zum Oberst (Colonel) befördert und führte sein Regiment, das sich aus Freiwilligen aus South Carolina zusammensetzte in den Krieg. In der Schlacht von Churubusku wurde er dann tödlich verwundet. Er wurde im Edgefield District, South Carolina, beigesetzt. Pierce Butler war mit Miranda Julia Duval verheiratet. Das Paar hatte sechs Kinder. Pierce Butlers Brüder William und Andrew waren ebenso Kongressabgeordnete wie ihr gemeinsamer Vater William.